# آرثر جيتز
آرثر جيتز (بالإنجليزية: Arthur Getz)‏ هو رسام وكاتب للأطفال وكاتب أمريكي، ولد في 17 مايو 1913، وتوفي في 19 يناير 1996.

## وصلات خارجية
- الموقع الرسمي